# Leptogalumna dengi
Leptogalumna dengi är en kvalsterart som beskrevs av H. och Zhan Wang 1994. Leptogalumna dengi ingår i släktet Leptogalumna och familjen Galumnidae. Inga underarter finns listade i Catalogue of Life.